# Font de Trens

La Font de Trens, respecte del terme de Granera

La Font de Trens és una font del terme municipal de Granera, a la comarca del Moianès.
Està situada a 648 metres d'altitud, en el sector central-meridional del terme, a prop i a ponent de la masia de Trens i a la dreta de la capçalera del torrent de la Font de Trens. La font és prou abundant per omplir una bassa i regar els horts de la masia, estesos als peus de la font, al costat de migdia.